# Prosthechea bulbosa
Prosthechea bulbosa är en orkidéart som först beskrevs av Vell., och fick sitt nu gällande namn av Wesley Ervin Higgins. Prosthechea bulbosa ingår i släktet Prosthechea och familjen orkidéer. Inga underarter finns listade i Catalogue of Life.